# 褐短鬚石首魚
褐短鬚石首魚為輻鰭魚綱鱸形目鱸亞目石首魚科的其中一種，分布東大西洋及西印度洋海域，棲息深度20-200公尺，體長可達100公分，棲息在沿岸沙底質或岩石底質海域，屬肉食性，以蝦子等為食，可做為食用魚及遊釣魚。